# Beckenham Place Park
Beckenham Place Park est un grand parc de 96 hectares situé près de Beckenham, dans le quartier londonien de Lewisham. Il se trouve près de la frontière avec le London Borough of Bromley, et historiquement il était divisé entre les deux boroughs. Le manoir de style palladien qui a donné son nom au parc sert maintenant de centre communautaire et de café.

## Histoire du parc
Bien que nommé ainsi parce que John Cator le Jeune a créé le parc entre 1757/60 et 1785 et acquis les droits du manoir de Beckenham, il s'avère que la plupart des terres du parc actuel se trouvaient dans le manoir voisin de Foxgrove et quelques terres de Lewisham à proximité qui appartenait autrefois aux Forsters de Southend, Lewisham et au comté Earl of Rockingham / Sondes / Lees Court. Plusieurs récits de l'histoire du parc doivent être modifiés en raison de redécouvertes récentes d'archives différentes. Les Amis du parc Beckenham Place s’efforcent de compiler une histoire exacte à partir de documents d’archives aux archives de la British Library, du Kent, de l’Essex et du Surrey, Bibliothèques d’études locales de Bromley et de Lewisham.
Le manoir de Beckenham a des origines médiévales et est mentionné dans le Domesday Book comme appartenant à l'évêque de Bayeux. Au XVIIe siècle, le domaine entier appartenait à Walter St John, puis à Frederick Viscount Bolingbroke, qui le vendit avec des droits de succession se transférant au notoire Quaker et au député John Cator en 1773. Les archives montrent que John Cator avait acquis un terrain ici en 1757 et avait construit sa maison en 1762. Cator a construit le manoir actuel.
Le botaniste Peter Collinson, beau-père de Cator, s'est rendu en septembre 1762 et a déclaré: 
"... est allé pour la première fois rendre visite à mon beau-fils John Cater [sic] (qui a épousé ma fille), dans sa maison nouvellement construite, maintenant terminée, à Stump's Hill, à mi-chemin côté sud de la route) entre Southend et Beckenham, dans le Kent, commencée au printemps 1760, dans un joli domaine boisé qu’il avait acheté. Les plantations à ce sujet, qu’il a toutes faites lui-même, j’ai trouvé une condition florissante et, une fois adulte, il ornera une maison aussi imposante, dans une situation aussi délicieuse, et en fera un paradis. " 
Cator, réputé pour être un ami du botaniste suédois Carl von Linné, a présenté de nombreuses espèces d'arbres exotiques et un lac, qui a longtemps été asséché. Même aujourd'hui, il y a 60 espèces d'arbres réputées sur le domaine. L'association est peu probable, mais le beau-père de Cator avait rencontré Linnaeus en 1735/36 et avait poursuivi une correspondance avec lui tout au long de sa vie, échangeant des spécimens de plantes et des discussions philosophiques. Collinson écrit à propos de Cator et de son propre fils qu'ils le traitent tous les deux pour des plantes de son propre jardin à Mill Hill et demande à son ami John Barham, en Amérique, des rhododendrons, des camélias et des azalées.
Le manoir est resté dans la famille Cator jusqu'au XXe siècle, habité par des locataires pendant la majeure partie du XIXe siècle - y compris une école de garçons et un sanatorium au début du XXe siècle - avant d'être acheté par le London County Council en 1927. En 1929, le parcours de golf (créé en 1907) est devenu le premier parcours appartenant une municipalité en Angleterre (et également réputé le plus achalandé), tandis que le manoir a été conservé comme club-house. Pendant la Seconde Guerre mondiale, le parc est devenu un camp de prisonniers de guerre et des mesures de défense, notamment des ballons anti-aériens et des ballons de barrage ont été installées.
Le parc a été géré par le Greater London Council à partir de 1965, puis par le conseil d’arrondissement de Lewisham à partir de 1972. En 1995, après que les limites eurent été modifiées, le parc se trouvait entièrement dans le Borough of Lewisham - il appartenait autrefois à deux arrondissements selon les bornes que l’on peut encore voir à Summerhouse Hill Wood.

## Disposition et caractéristiques notables
Le Beckenham Place Park est le plus grand espace vert de Lewisham. Il s'étend sur 96 hectares et comprend de nombreuses installations, notamment un terrain de baseball, des terrains de football, un terrain de tennis et un jardin sensoriel.
Une voie ferrée traverse le parc en deux : ouest et est.
Le parc Beckenham Place est considéré comme l’un des plus beaux sites fauniques du quartier, avec ses forêts anciennes et divers autres habitats. Parmi les arbres notables figurent le chêne, l'alisier torminal, le châtaignier et un ancien chêne-cerris (réputé être le deuxième plus ancien d’Angleterre), qui a survécu à un incendie criminel dans les années 1990 mais a succombé au vent, à la vieillesse et au vandalisme en 2002. Il y a aussi un vieux mûrier près du 18e trou du parcours de golf.

C'est une réserve naturelle locale  et un site d'importance métropolitaine pour la conservation de la nature  Il fait également partie de la chaîne verte et de la ceinture de la capitale . 

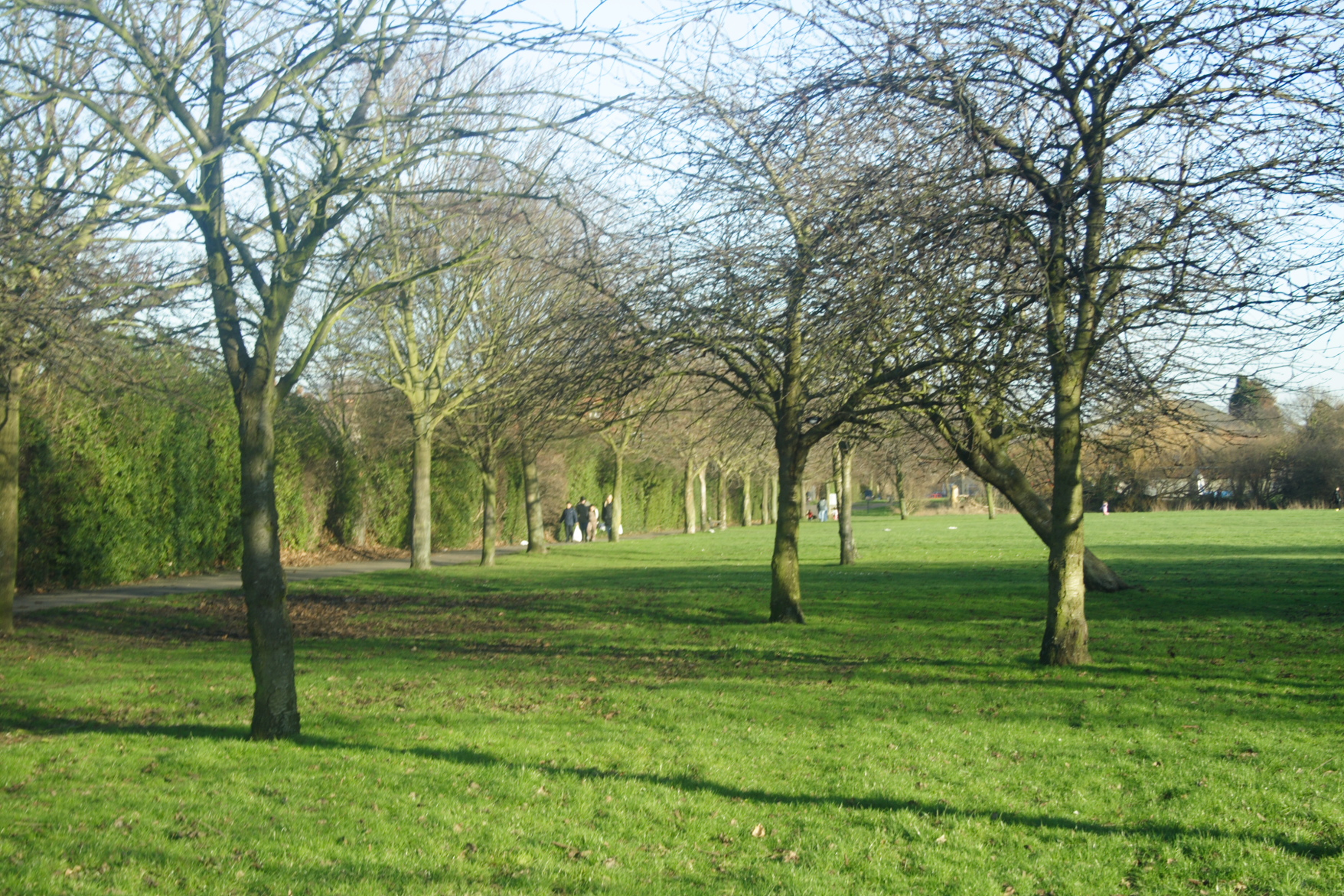
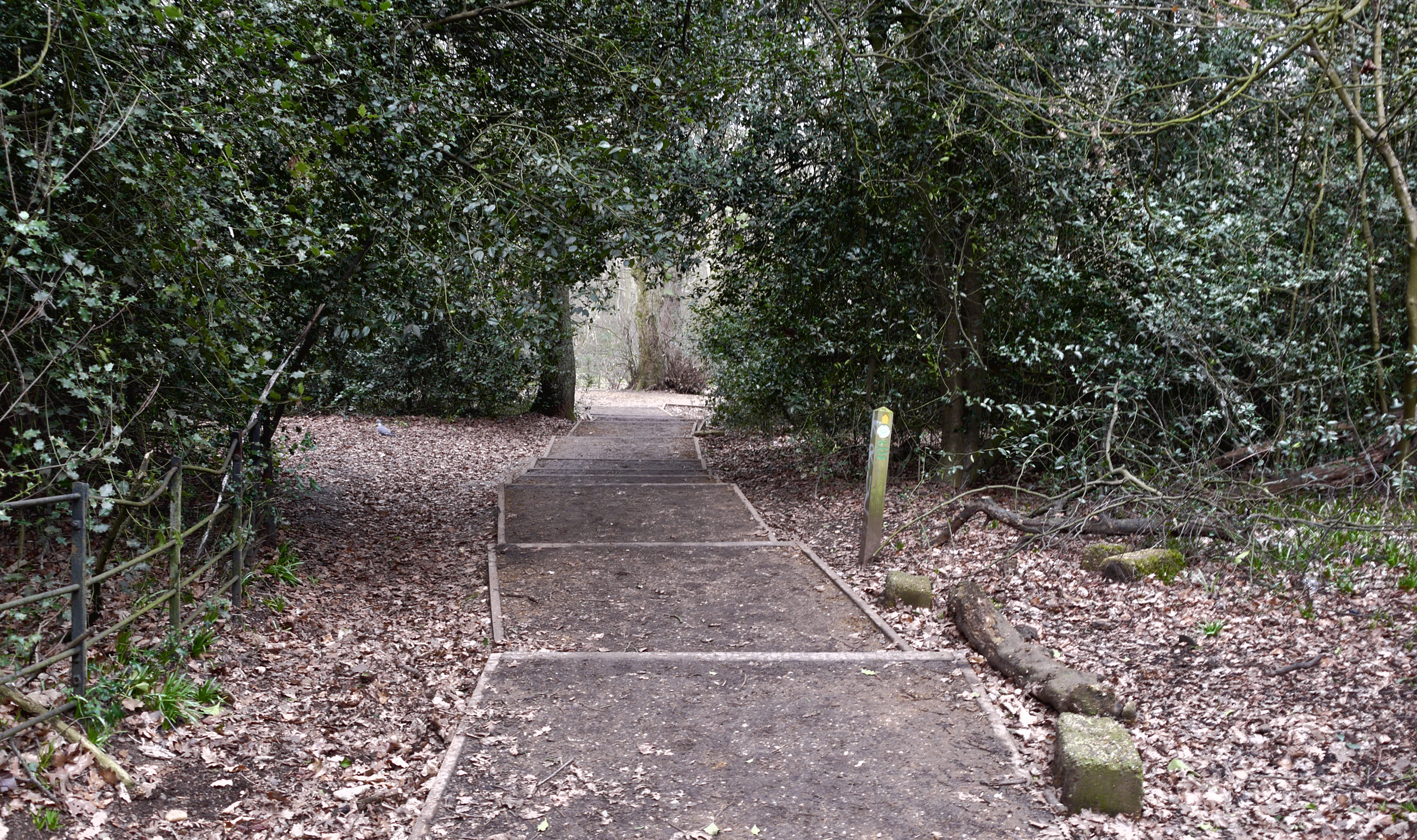
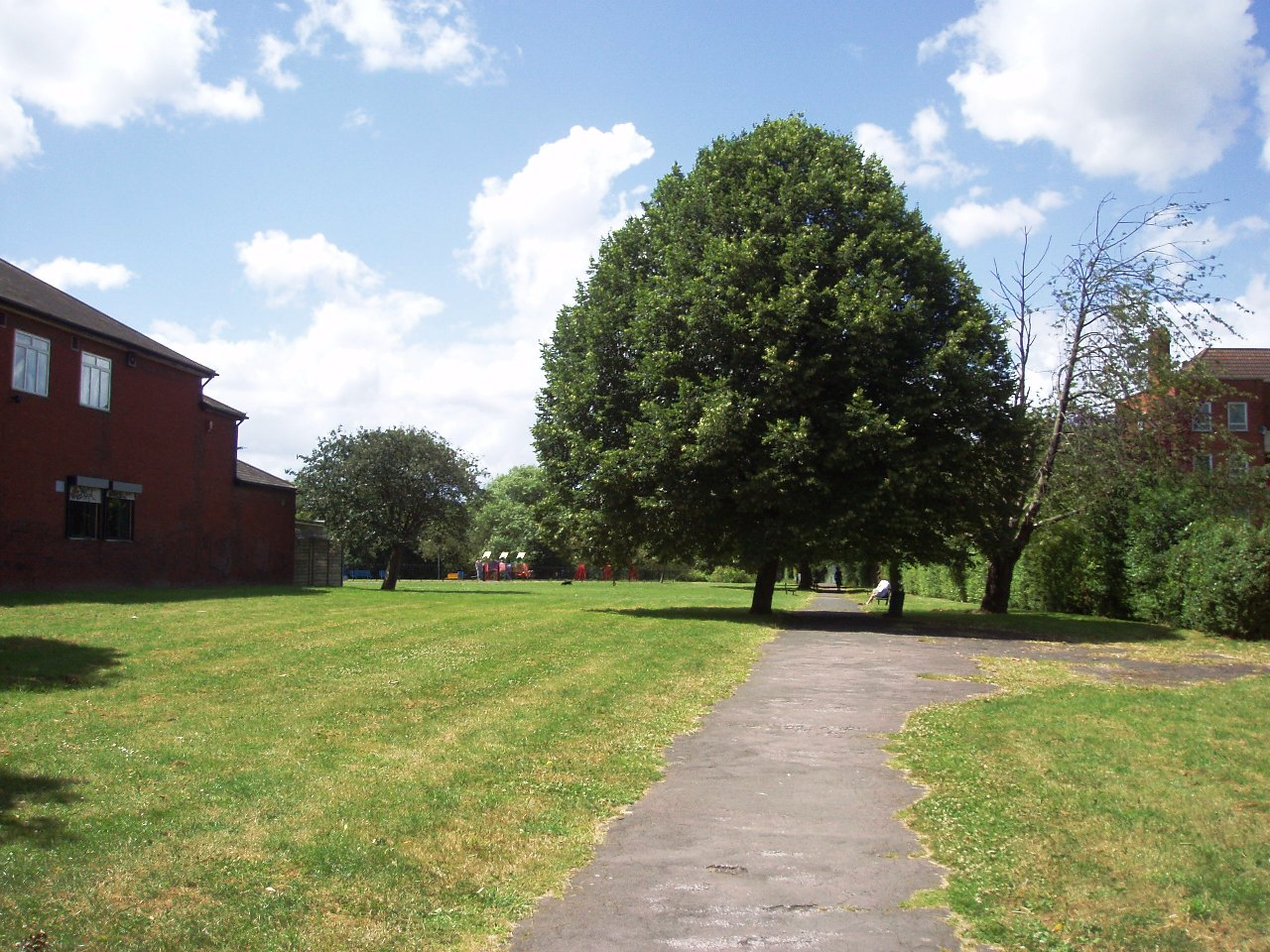
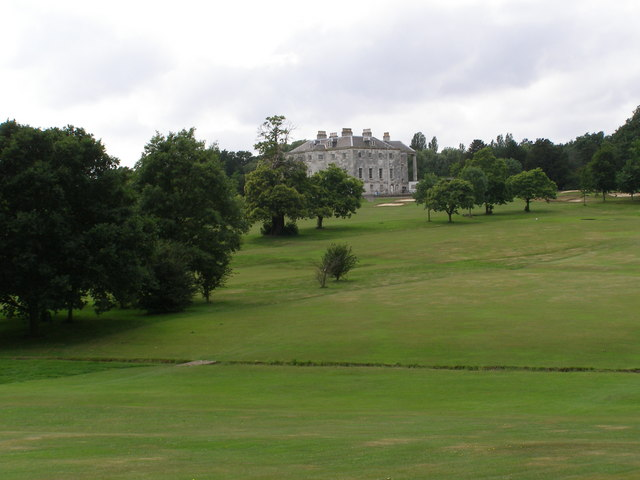

## Voir également
- Beckenham